# Метеорологічна служба Нової Зеландії

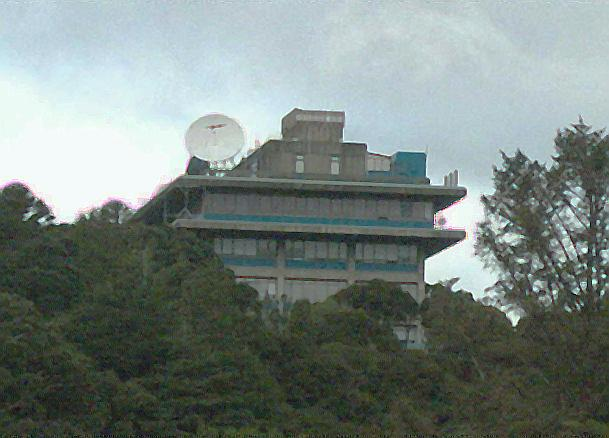
Будівля MetService в ботанічному саду Веллінгтона

Метеорологічна служба Нової Зеландії (англ. Meteorological Service of New Zealand Limited, MetService) — державне підприємство Нової Зеландії, що виконує функції національної метеорологічної служби країни. У компанії працює 190 осіб, вона була заснована у 1992 році, її штаб-квартира знаходиться у Веллінгтоні. MetService випускає повідомлення і офіційні попередження про можливі небезпечні фактори. Служба також є одним з офіційних центрів попередження про тропічні циклони, що займається відстеженням тропічних циклонів у водах навколо країни.